# Stade Auguste Vollaire
Stade Auguste Vollaire – wielofunkcyjny stadion w Centre de Flacq na Mauritiusie. Swoje mecze rozgrywa na nim drużyna piłkarska Faucon Flacq SC.
Stadion może pomieścić 4000 osób.

## Historia
Został otwarty 25 maja 1991 roku.
W 2003 i w 2019 odbywały się na nim Igrzyska Wysp Oceanu Indyjskiego, w tym finał w piłkę nożną igrzysk w 2019 roku. Sprzedano wówczas 5000 biletów, a liczba miejsc wynosiła 3700 osób, rozkładano więc dodatkowe miejsca siedzące.